# Eugerdella celata
Eugerdella celata is een pissebeddensoort uit de familie van de Desmosomatidae. De wetenschappelijke naam van de soort is voor het eerst geldig gepubliceerd in 2012 door Zemko & Brix.